# Kuratienkirche Gargellen

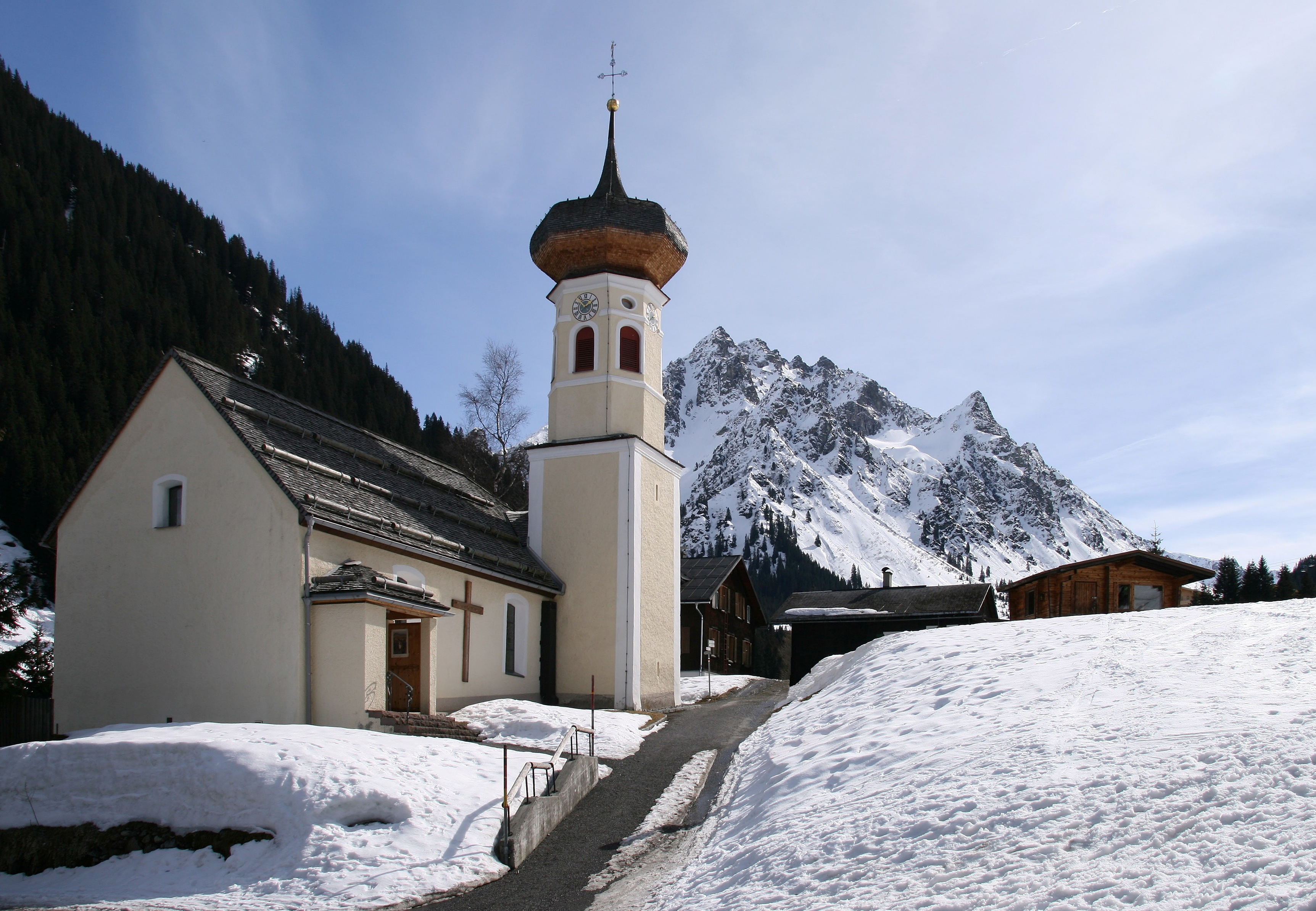
Kuratienkirche Gargellen

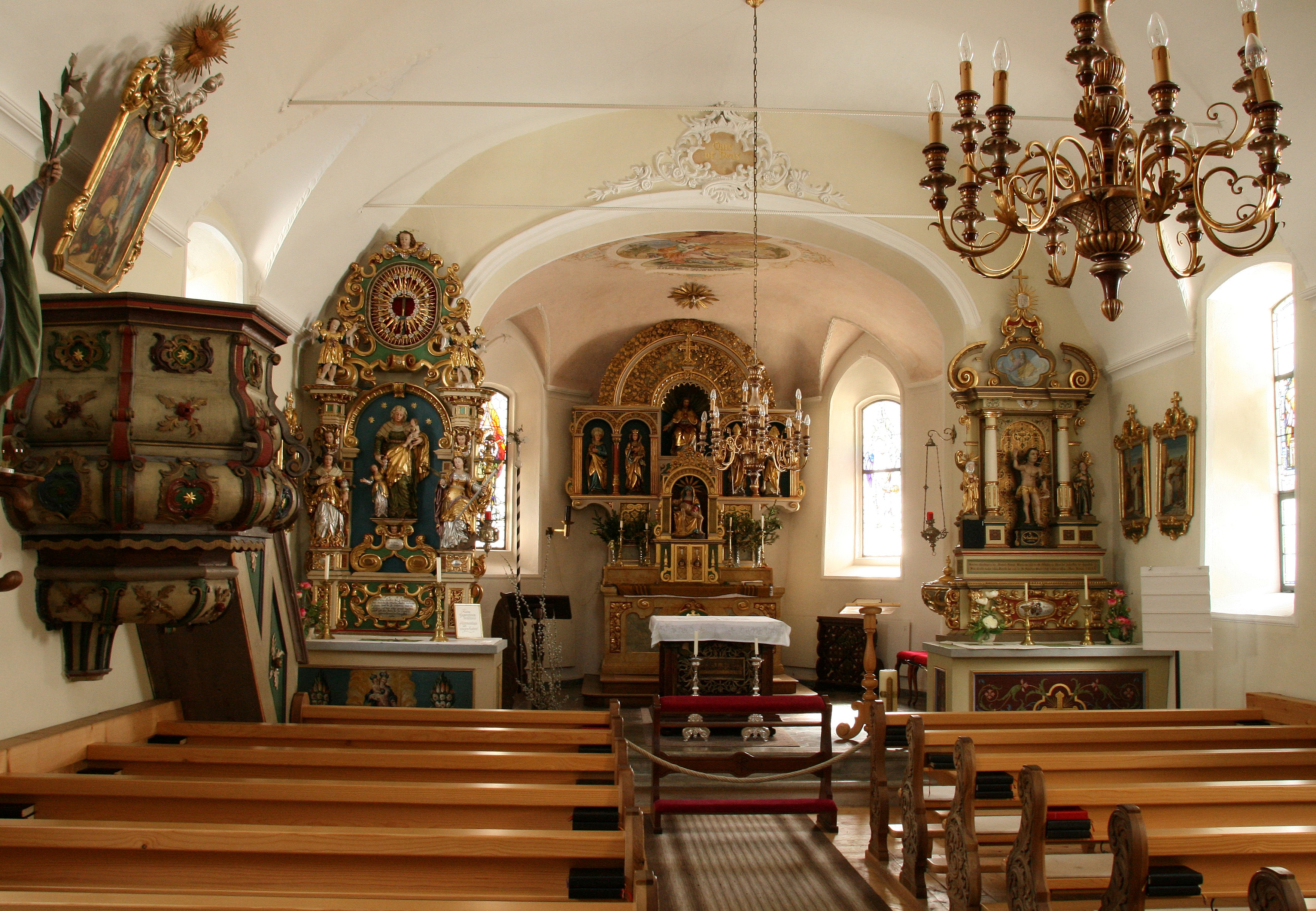
Kanzel und Altäre

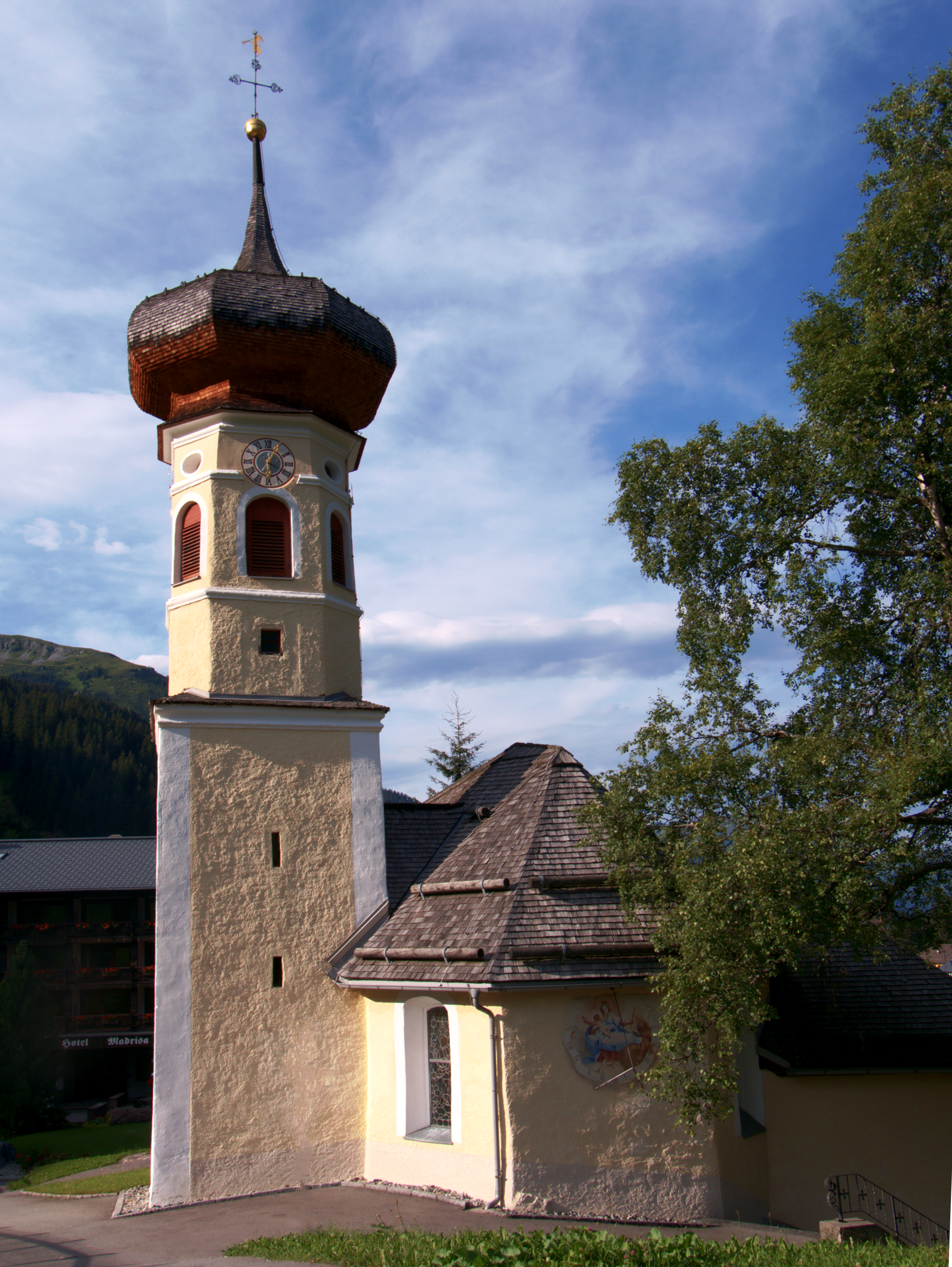
Turm von Westen

Die Kuratienkirche Gargellen steht im Ort Gargellen in der Gemeinde St. Gallenkirch in Vorarlberg.  Die römisch-katholische Kuratienkirche Hl. Maria Magdalena gehört zum Dekanat Montafon in der Diözese Feldkirch. Die Kirche und der nördlich anschließende Friedhof stehen unter Denkmalschutz.

## Geschichte
Die Filiale von St. Gallenkirch wurde im Jahre 1411 als Kapelle angenommen und in den Jahren 1611 bis 1615 mit einer Stiftung von Peter Lentsch als Kirche errichtet. Im Dreißigjährigen Krieg wurde sie 1622 beim Einfall der Prätigauer ins Montafon zerstört. Die Kirche wurde wiederaufgebaut und am 4. August 1644 weihte Bischof Johann VI. von Chur die Kirche und den Hauptaltar. In den Jahren 1791 und 1792 wurde die Kirche verlängert, die Sakristei neu gebaut und der Friedhof angelegt. 1793 wurden durch die Baufirma Gebrüder Netzer und die Zimmerei Gebrüder Stoflet das Chorgewölbe erneuert und ein Kirchturm errichtet.

## Kirchenbau
Das Langhaus und der Chor haben ein gemeinsames Satteldach, südlich am Langhaus steht ein Vorzeichen.
Außen an der Chorscheitelwand befindet sich eine Sonnenuhr mit einem Fresko Maria mit Kind von Konrad Honold (1958).

## Ausstattung
Der rechte Seitenaltar, 1649 von der Sebastiansbruderschaft gestiftet, wurde von Peter Lentsch beauftragt und 1674 von David Bertle im Renaissance-Stil ausgeführt. Um 1793 fertigte Josef Römer die barocke Kanzel, die Beichtstühle und Bänke. Der neuromanische Hochaltar hat Figuren von Moriz Schlachter um 1904. Die Fresken Christus und Johannes beim Abendmahl im Chor und Hl. Magdalena im Langhaus stammen von Anton Marte aus 1909, die Glasmalereien um 1930 von der Tiroler Glasmalereianstalt. Der linke Seitenaltar wurde im Jahre 1974 aus Lech erworben, und für die Figuren wird der Bildhauer Melchior Lechleitner angenommen. 

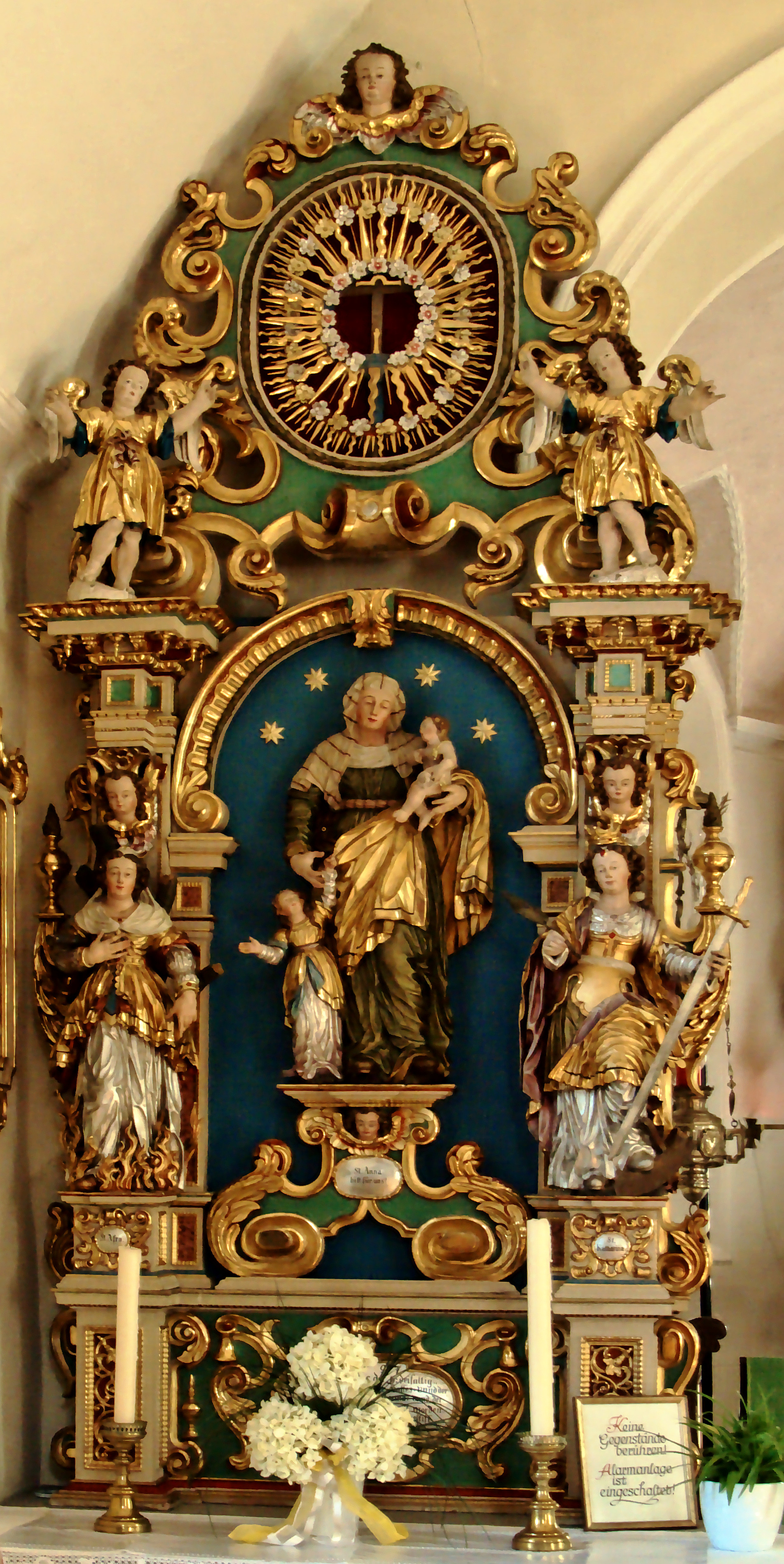
Mutter Anna Altar
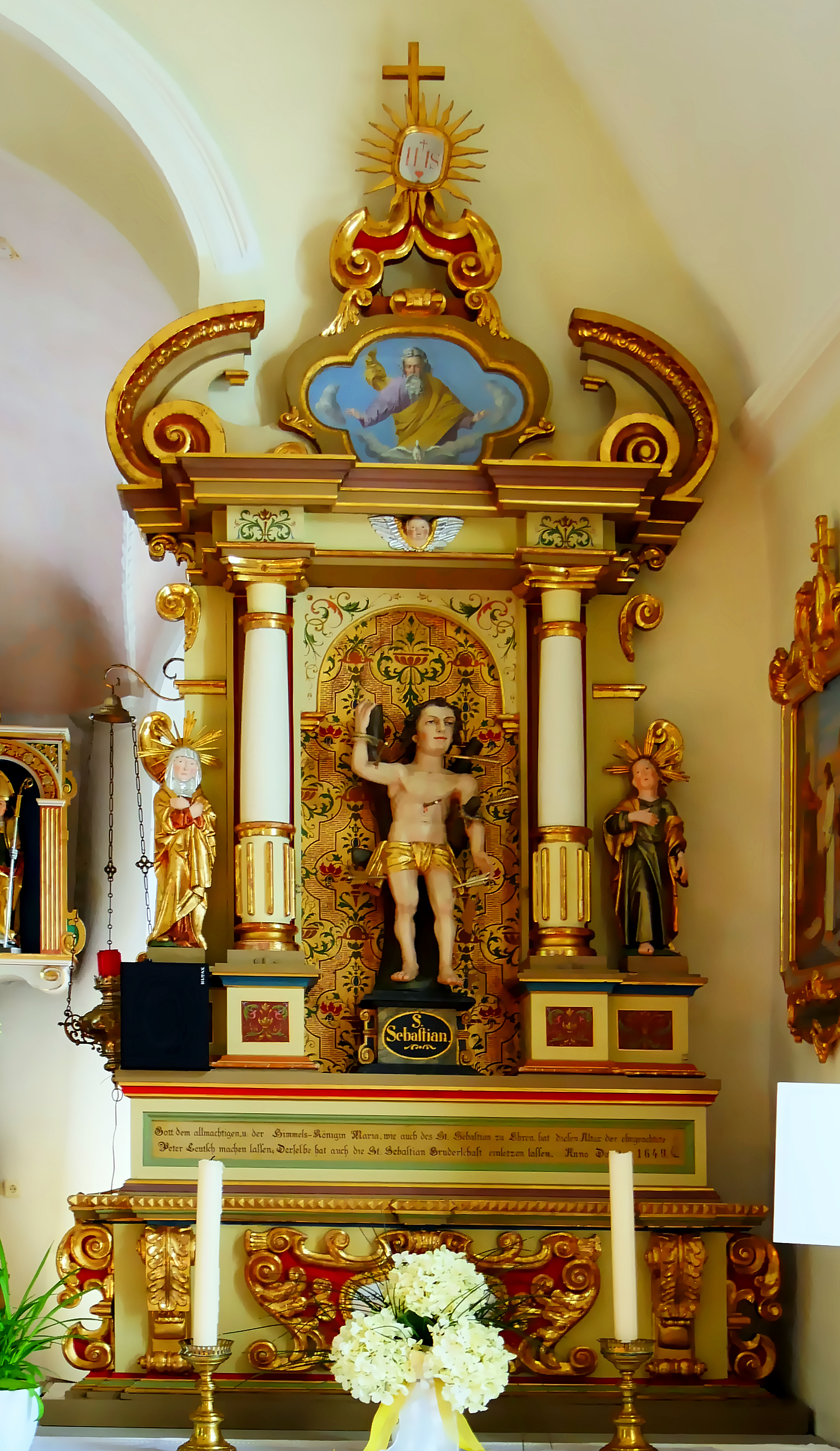
Sebastianaltar
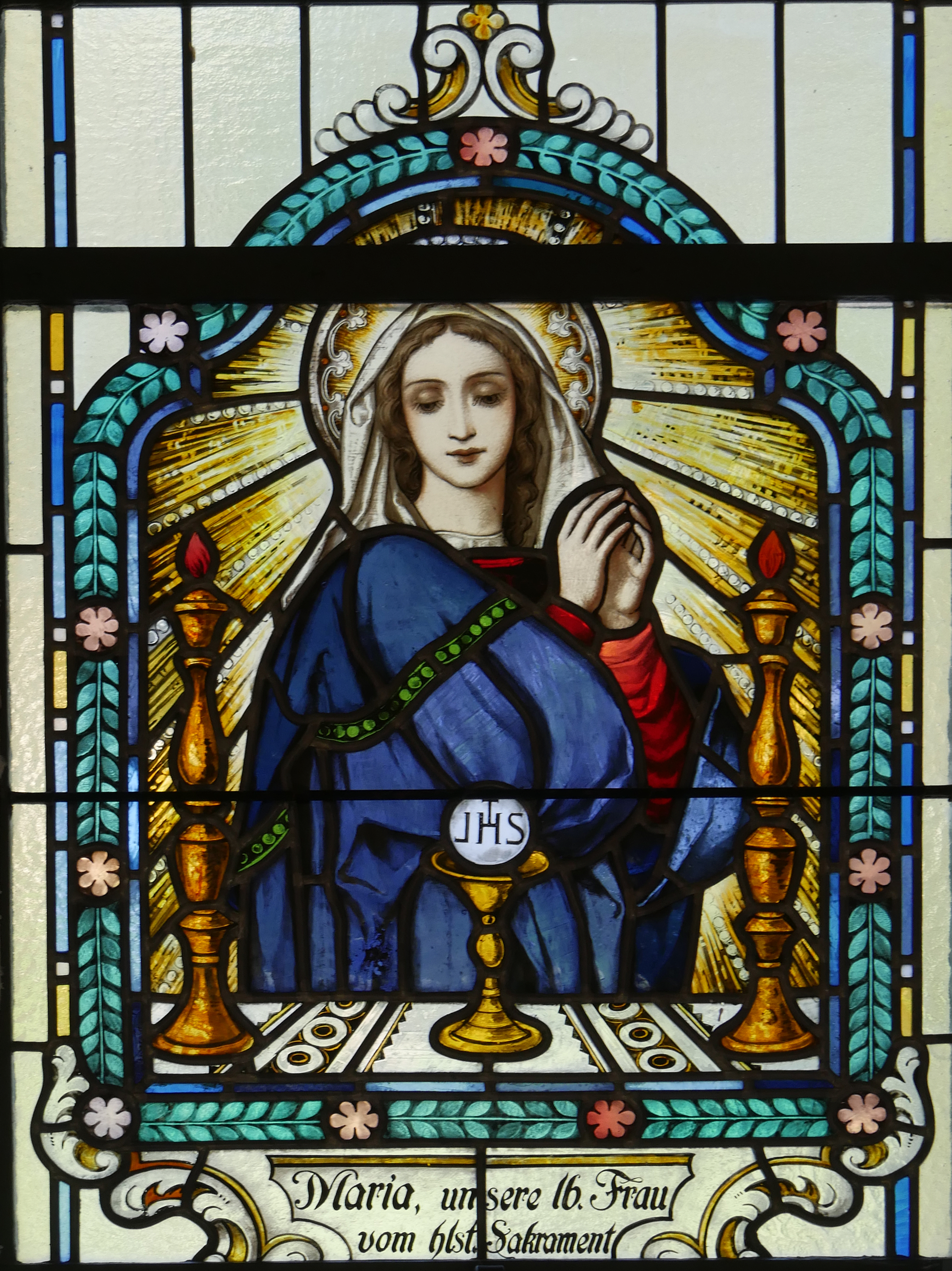
Glasfenster Maria vom Sakrament
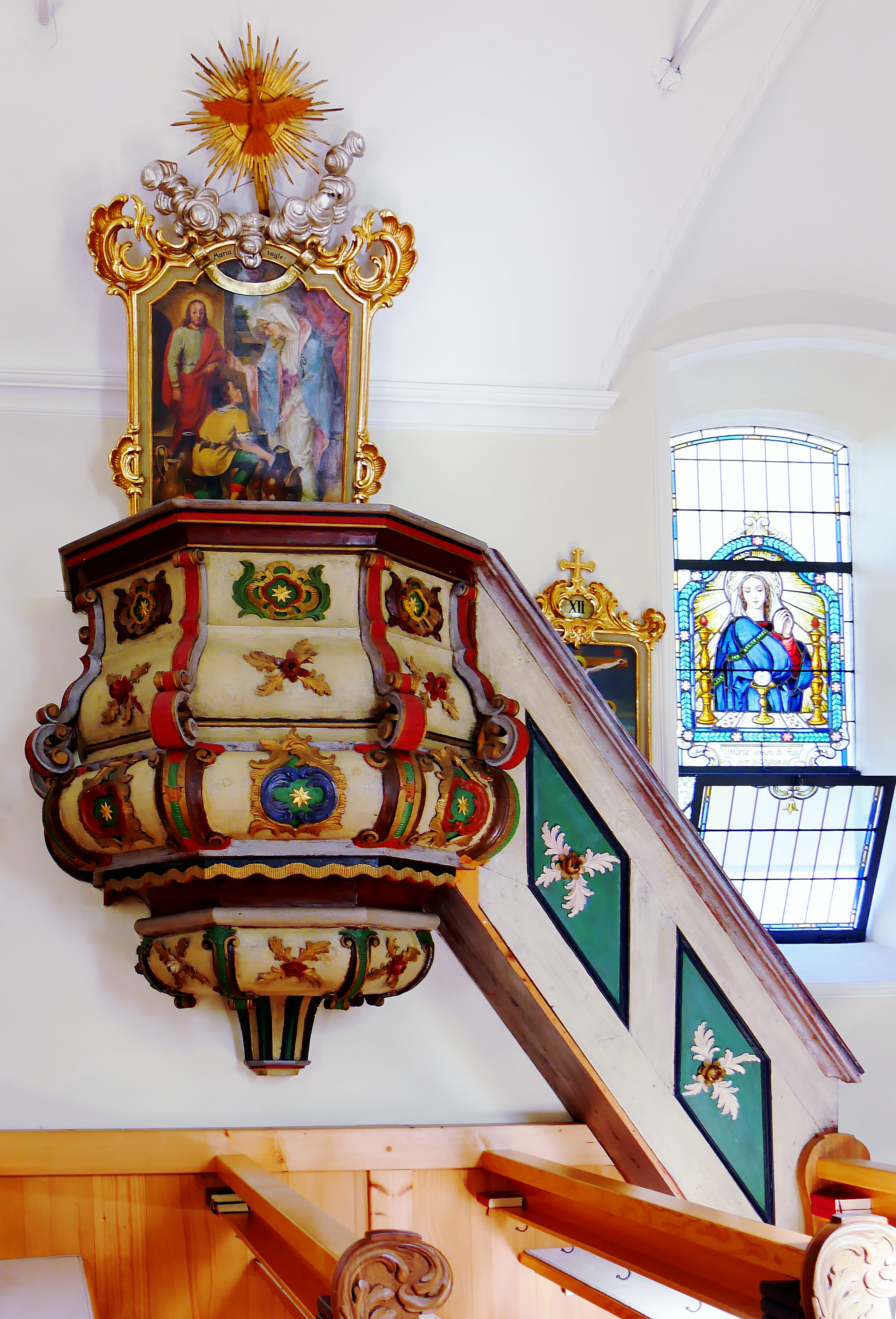
Kanzel
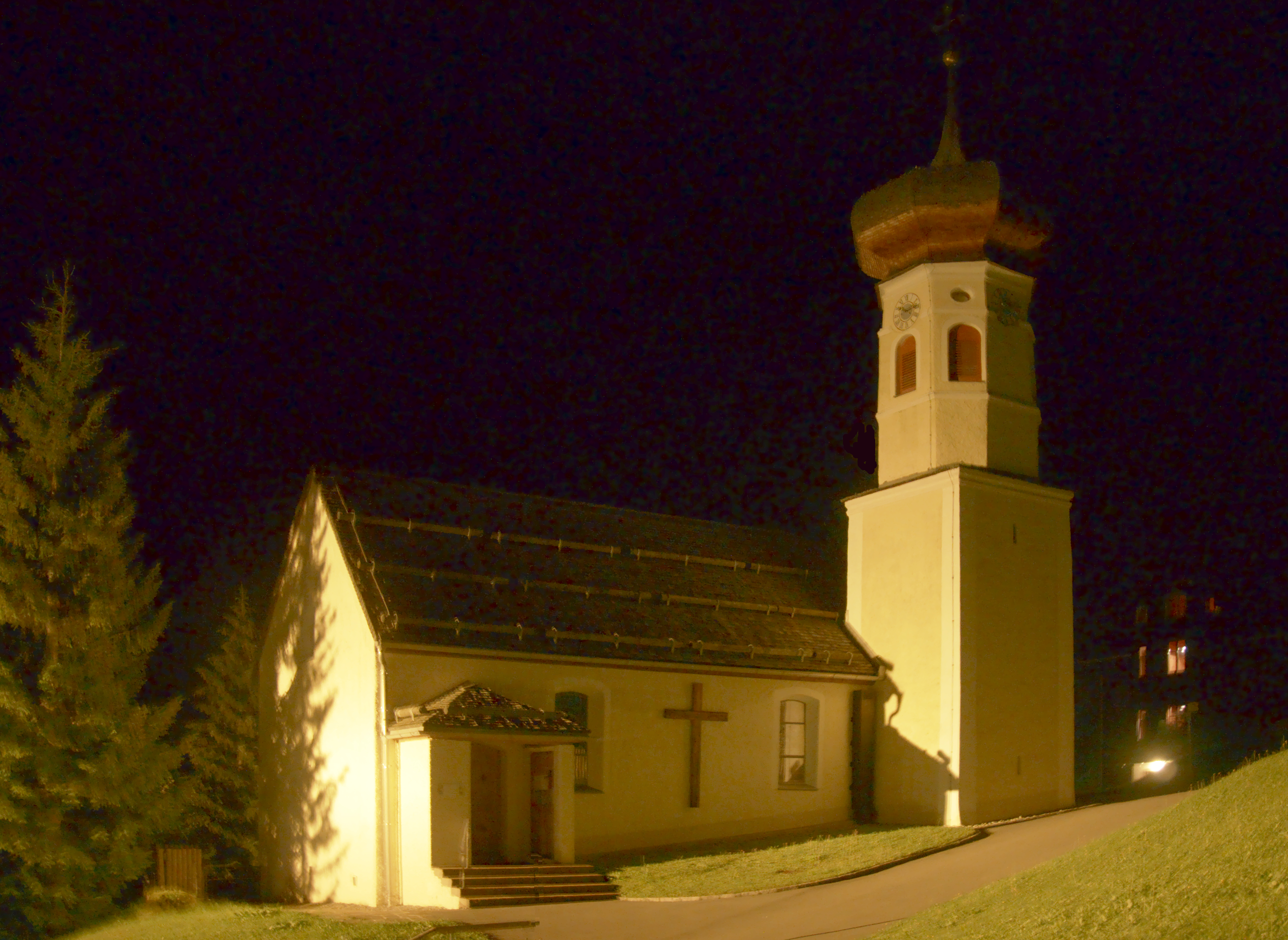
Kirche nachts